# Az Egyesült Arab Köztársaság az 1960. évi nyári olimpiai játékokon
Az Egyesült Arab Köztársaság az olaszországi Rómában megrendezett 1960. évi nyári olimpiai játékok egyik részt vevő nemzete volt. Az országot az olimpián 12 sportágban 74 sportoló képviselte, akik összesen 2 érmet szereztek.

## Érmesek
| Érem  | Versenyző             | Sportág   | Versenyszám        |
| ----- | --------------------- | --------- | ------------------ |
| Ezüst | Osman El-Sayed        | Birkózás  | Kötöttfogás, 52 kg |
| Bronz | Abdel Moneim El-Gindy | Ökölvívás | Légsúly            |

## Atlétika
Férfi
| Versenyző            | Versenyszám | Előfutam | Előfutam | Negyeddöntő | Negyeddöntő | Elődöntő | Elődöntő | Döntő   | Döntő    |
| Versenyző            | Versenyszám | Idő      | Hely.    | Idő         | Hely.       | Idő      | Hely.    | Idő     | Helyezés |
| -------------------- | ----------- | -------- | -------- | ----------- | ----------- | -------- | -------- | ------- | -------- |
| Moustafa Abdel Kader | 100 m       | 11,2     | 6.       | kiesett     | kiesett     | kiesett  | kiesett  | kiesett | kiesett  |

| Versenyző     | Versenyszám | Selejtező | Selejtező | Döntő    | Döntő    |
| Versenyző     | Versenyszám | Eredmény  | Helyezés  | Eredmény | Helyezés |
| ------------- | ----------- | --------- | --------- | -------- | -------- |
| Mahmoud Attef | Távolugrás  | 694 cm    | 37.       | kiesett  | kiesett  |

## Birkózás
Kötöttfogású
| Versenyző              | Versenyszám | 1. forduló                | 1. forduló | 1. forduló | 2. forduló                      | 2. forduló | 2. forduló | 3. forduló               | 3. forduló | 3. forduló | 4. forduló                      | 4. forduló | 4. forduló | 5. forduló        | 5. forduló | 5. forduló | 6. forduló        | 6. forduló | 6. forduló | Döntő                      | Döntő   | Döntő   | Helyezés |
| Versenyző              | Versenyszám | Ellenfél Eredmény         | Pont       | Hely.      | Ellenfél Eredmény               | Pont       | Hely.      | Ellenfél Eredmény        | Pont       | Hely.      | Ellenfél Eredmény               | Pont       | Hely.      | Ellenfél Eredmény | Pont       | Hely.      | Ellenfél Eredmény | Pont       | Hely.      | Ellenfél Eredmény          | Pont    | Hely.   | Helyezés |
| ---------------------- | ----------- | ------------------------- | ---------- | ---------- | ------------------------------- | ---------- | ---------- | ------------------------ | ---------- | ---------- | ------------------------------- | ---------- | ---------- | ----------------- | ---------- | ---------- | ----------------- | ---------- | ---------- | -------------------------- | ------- | ------- | -------- |
| Osman El-Sayed         | 52 kg       | Jørgen Jensen (DEN) · 1-3 | 1          | =4.        | Mohammad Paziraei (IRI) · 1-3   | 2          | =2.        | erőnyerő                 | 2          | 1.         | Ivan Kocsergin (URS) · 3-1      | 5          | =3.        |                   |            |            |                   |            |            | Takashi Hirata (JPN) · 1-3 | 6       | 2.      |          |
| Kamel Ali El-Sayed     | 57 kg       | Yaşar Yılmaz (TUR) · 3-1  | 3          | =16.       | Icsigucsi Maszamicu (JPN) · 3-1 | 6          | =17.       | kiesett                  | kiesett    | kiesett    | kiesett                         | kiesett    | kiesett    | kiesett           | kiesett    | kiesett    |                   |            |            | kiesett                    | kiesett | kiesett | 17.      |
| Moustafa Hamil Mansour | 62 kg       | Spas Penev (BUL) · 1-3    | 1          | =6.        | Donald Cacas (AUS) · kétvállas  | 1          | =3.        | Vojtech Tóth (TCH) · 3-1 | 4          | =8.        | Müzahir Sille (TUR) · kétvállas | 8          | =9.        | kiesett           | kiesett    | kiesett    | kiesett           | kiesett    | kiesett    | kiesett                    | kiesett | kiesett | 9.       |
| Al-Sayd Rifa’i         | 73 kg       | Sam Azoulay (MAR) · 1-3   | 1          | =5.        | Bertil Nyström (SWE) · 2-2      | 3          | =8.        | Franz Berger (AUT) · 3-1 | 6          | =12.       | kiesett                         | kiesett    | kiesett    | kiesett           | kiesett    | kiesett    | kiesett           | kiesett    | kiesett    | kiesett                    | kiesett | kiesett | 12.      |

## Evezés
| Versenyző | Versenyszám | Előfutam | Előfutam | Vigaszág | Vigaszág | Döntő   | Döntő   | Helyezés    |
| Versenyző | Versenyszám | Idő      | Hely.    | Idő      | Hely.    | Idő     | Hely.   | Helyezés    |
| --- | ----------- | -------- | -------- | -------- | -------- | ------- | ------- | ----------- |
| Gazi Farag Abdel Sattar Ibrahim Mohamed Abdel Sami Abdel Fattah Abou-Shanab Taha Hassouba Saleh Ibrahim Ibrahim Abdulhalim Abdel Mohsen Saad Abbas Khamis (kormányos) | Nyolcas     | 6:22,06  | 3.       | 6:41,26  | 3.       | kiesett | kiesett | helyezetlen |

## Labdarúgás
| Egyesült Arab köztársasági labdarúgócsapat-játékoskeret | Egyesült Arab köztársasági labdarúgócsapat-játékoskeret                                                                          |
| --- | --- |
| - Raafat Attia - Ali Badawi - Amin El-Esnawi - Rifaat El-Fanaguili - Mahmoud El-Gohary - Alaa El-Hamouly - Mimi El-Sherbini - Adel Hekal - Mohamed Morsi Hussein | - Fathi Ali Khorshid - Samir Qotb - Nabil Nosseir - Abdou Noshi - Mohamed Rifai - Saleh Selim - Tariq Selim - Yaken Zaki Hussain |

### Eredmények
Csoportkör
A csoport
| Csapat                    | M | Gy | D | V | G+ | G– | Gk | P |
| ------------------------- | - | -- | - | - | -- | -- | -- | - |
| Jugoszlávia               | 3 | 2  | 1 | 0 | 13 | 4  | +9 | 5 |
| Bulgária                  | 3 | 2  | 1 | 0 | 8  | 3  | +5 | 5 |
| Egyesült Arab Köztársaság | 3 | 0  | 1 | 2 | 4  | 11 | –7 | 1 |
| Törökország               | 3 | 0  | 1 | 2 | 3  | 10 | –7 | 1 |

| 1960. augusztus 26. 21:00 |

| Jugoszlávia (YUG)                                                 | 6–1               | Egyesült Arab Köztársaság |
| ----------------------------------------------------------------- | ----------------- | ------------------------- |
| Rifai 3' (öngól) Galić 30' (11-esből) Kostić 32' 61' 63' Knez 49' | (3–0) Jegyzőkönyv | Attia 72'                 |

| Pescara Játékvezető: Leafe (brit) |

| 1960. augusztus 29. 16:00 |

| Bulgária (BUL)           | 2–0               | Egyesült Arab Köztársaság |
| ------------------------ | ----------------- | ------------------------- |
| Y. Naydenov 42' Diev 88' | (1–0) Jegyzőkönyv |                           |

| L’Aquila Nézőszám: 3 500 Játékvezető: Helge (dán) |

| 1960. szeptember 1. 21:00 |

| Törökország (TUR)                   | 3–3               | Egyesült Arab Köztársaság |
| ----------------------------------- | ----------------- | ------------------------- |
| Tarhan 15' Köken 30' Yalçınkaya 69' | (2–1) Jegyzőkönyv | Attia 10' Qotb 58' 65'    |

| Livorno Játékvezető: van Nuffel (belga) |

| Csapat                          | Helyezés |
| ------------------------------- | -------- |
| Egyesült Arab Köztársaság (RAU) | 13.      |

## Lovaglás
Díjugratás
| Versenyző                                        | Ló                         | Versenyszám | 1. forduló | 1. forduló | 2. forduló    | 2. forduló    | Összesen    | Összesen    |
| Versenyző                                        | Ló                         | Versenyszám | Pont       | Hely.      | Pont          | Hely.         | Pont        | Helyezés    |
| ------------------------------------------------ | -------------------------- | ----------- | ---------- | ---------- | ------------- | ------------- | ----------- | ----------- |
| Gamal El-Din Haress                              | Nefertiti II               | Egyéni      | 20,00      | =19.       | 32,00         | =31.          | 52,00       | 28.         |
| Elwi Gazi                                        | Mabrouk                    | Egyéni      | 23,75      | 26.        | nem ért célba | nem ért célba | helyezetlen | helyezetlen |
| Mohamed Selim Zaki                               | Artos                      | Egyéni      | 16,00      | =10.       | 32,00         | =31.          | 48,00       | =26.        |
| Gamal El-Din Haress Elwi Gazi Mohamed Selim Zaki | Mabrouk Nefertiti II Artos | Csapat      | 67,50      | 4.         | 68,00         | 6.            | 135,50      | 4.          |

## Műugrás
Férfi
| Versenyző       | Versenyszám        | Selejtező | Selejtező | Elődöntő | Elődöntő | Elődöntő | Döntő   | Döntő   | Döntő    |
| Versenyző       | Versenyszám        | Pont      | Helyezés  | Pont     | Össz.    | Helyezés | Pont    | Össz.   | Helyezés |
| --------------- | ------------------ | --------- | --------- | -------- | -------- | -------- | ------- | ------- | -------- |
| Ali Muheeb      | Egyéni műugrás     | 35,79     | 32.       | kiesett  | kiesett  | kiesett  | kiesett | kiesett | kiesett  |
| Ahmed Moharran  | Egyéni műugrás     | 42,98     | 28.       | kiesett  | kiesett  | kiesett  | kiesett | kiesett | kiesett  |
| Ahmed Moharran  | Egyéni toronyugrás | 45,10     | 24.       | kiesett  | kiesett  | kiesett  | kiesett | kiesett | kiesett  |
| Moustafa Hassan | Egyéni toronyugrás | 43,82     | 25.       | kiesett  | kiesett  | kiesett  | kiesett | kiesett | kiesett  |

## Ökölvívás
| Versenyző             | Versenyszám  | Selejtező         | 32-es főtábla                | Nyolcaddöntő                    | Negyeddöntő                    | Elődöntő                | Döntő             | Helyezés |
| Versenyző             | Versenyszám  | Ellenfél Eredmény | Ellenfél Eredmény            | Ellenfél Eredmény               | Ellenfél Eredmény              | Ellenfél Eredmény       | Ellenfél Eredmény | Helyezés |
| --------------------- | ------------ | ----------------- | ---------------------------- | ------------------------------- | ------------------------------ | ----------------------- | ----------------- | -------- |
| Abdel Moneim El-Gindy | Légsúly      | erőnyerő          | Roby Rausch (LUX) · 5-0      | Paolo Curcetti (ITA) · 4-1      | Humberto Barrera (USA) · 4-1   | Török Gyula (HUN) · 1-4 | kiesett           |          |
| Salah Shokweir        | Könnyűsúly   | erőnyerő          | Josef Grumser (AUT) · 4-1    | Adalberto Hernández (MEX) · 3-2 | Kazimierz Paździor (POL) · 0-5 | kiesett                 | kiesett           | 5.       |
| Sayed El-Nahas        | Kisváltósúly | erőnyerő          | Mohamed Rizgalla (SUD) · RSC | Jaggie van Staden (RHO) · KO    | Quincy Daniels (USA) · 0-5     | kiesett                 | kiesett           | 5.       |
| Moussa El-Gelidi      | Középsúly    |                   | Eberhard Radzik (EUA) · RSC  | Luigi Napoleoni (ITA) · 0-5     | kiesett                        | kiesett                 | kiesett           | 9.       |

## Sportlövészet
Férfi
| Versenyző         | Versenyszám          | Selejtező  | Selejtező  | Döntő   | Döntő    |
| Versenyző         | Versenyszám          | Pont       | Helyezés   | Pont    | Helyezés |
| ----------------- | -------------------- | ---------- | ---------- | ------- | -------- |
| Ali El-Kashef     | Gyorstüzelő pisztoly |            |            | 550     | 45.      |
| Hussam El-Badrawi | Trap                 | 94         | =4.        | 181     | =12.     |
| Hassan Moaffi     | Trap                 | nincs adat | nincs adat | kiesett | kiesett  |

## Súlyemelés
| Versenyző                     | Versenyszám | Nyomás   | Nyomás   | Szakítás                 | Szakítás                 | Lökés    | Lökés    | Összesen | Helyezés |
| Versenyző                     | Versenyszám | Eredmény | Helyezés | Eredmény                 | Helyezés                 | Eredmény | Helyezés | Összesen | Helyezés |
| ----------------------------- | ----------- | -------- | -------- | ------------------------ | ------------------------ | -------- | -------- | -------- | -------- |
| Hosni Abbas                   | 60 kg       | 102,5    | 6.       | 95,0                     | =13.                     | 140,0    | =2.      | 337,5    | 6.       |
| Moustafa El-Shalakani         | 60 kg       | 90,0     | =17.     | 97,5                     | =10.                     | 132,5    | 7.       | 320,0    | 10.      |
| Fawzi Rasmy                   | 67,5 kg     | 115,0    | =4.      | 102,5                    | =17.                     | 135,0    | =13.     | 352,5    | 12.      |
| Amer El-Hanafi                | 75 kg       | 120,0    | =6.      | 110,0                    | =12.                     | 152,5    | =6.      | 382,5    | 9.       |
| Abdel Khadr El-Sayed El-Touni | 75 kg       | 120,0    | =6.      | érvényes kísérlet nélkül | érvényes kísérlet nélkül | kiesett  | kiesett  | kiesett  | kiesett  |
| Mohamed Ali Abdel Kerim       | 82,5 kg     | 115,0    | =16.     | érvényes kísérlet nélkül | érvényes kísérlet nélkül | kiesett  | kiesett  | kiesett  | kiesett  |
| Mohamed Mahmoud Ibrahim       | +90 kg      | 140,0    | =9.      | 137,5                    | 5.                       | 177,5    | 4.       | 455,0    | 4.       |

## Torna
Férfi
| Versenyző                                                                                       | Versenyszám      | Selejtező | Selejtező | Döntő    | Döntő    |
| Versenyző                                                                                       | Versenyszám      | Pontszám  | Helyezés  | Pontszám | Helyezés |
| ----------------------------------------------------------------------------------------------- | ---------------- | --------- | --------- | -------- | -------- |
| Ahmed Issam Allam                                                                               | Talaj            | 16,80     | 103.      | kiesett  | kiesett  |
| Ahmed Issam Allam                                                                               | Ugrás            | 16,30     | =117.     | kiesett  | kiesett  |
| Ahmed Issam Allam                                                                               | Korlát           | 18,75     | =23.      | kiesett  | kiesett  |
| Ahmed Issam Allam                                                                               | Nyújtó           | 17,40     | =93.      | kiesett  | kiesett  |
| Ahmed Issam Allam                                                                               | Gyűrű            | 16,75     | 110.      | kiesett  | kiesett  |
| Ahmed Issam Allam                                                                               | Lólengés         | 12,70     | 120.      | kiesett  | kiesett  |
| Ahmed Issam Allam                                                                               | Egyéni összetett |           |           | 98,70    | 110.     |
| Ismail Abdallah                                                                                 | Talaj            | 16,75     | =104.     | kiesett  | kiesett  |
| Ismail Abdallah                                                                                 | Ugrás            | 17,95     | =58.      | kiesett  | kiesett  |
| Ismail Abdallah                                                                                 | Korlát           | 18,60     | =31.      | kiesett  | kiesett  |
| Ismail Abdallah                                                                                 | Nyújtó           | 18,00     | =70.      | kiesett  | kiesett  |
| Ismail Abdallah                                                                                 | Gyűrű            | 18,20     | =59.      | kiesett  | kiesett  |
| Ismail Abdallah                                                                                 | Lólengés         | 15,40     | 108.      | kiesett  | kiesett  |
| Ismail Abdallah                                                                                 | Egyéni összetett |           |           | 104,90   | 86.      |
| Ahmed Dakkeli                                                                                   | Talaj            | 17,25     | =96.      | kiesett  | kiesett  |
| Ahmed Dakkeli                                                                                   | Ugrás            | 16,85     | 108.      | kiesett  | kiesett  |
| Ahmed Dakkeli                                                                                   | Korlát           | 17,60     | 85.       | kiesett  | kiesett  |
| Ahmed Dakkeli                                                                                   | Nyújtó           | 18,15     | =61.      | kiesett  | kiesett  |
| Ahmed Dakkeli                                                                                   | Gyűrű            | 18,25     | =55.      | kiesett  | kiesett  |
| Ahmed Dakkeli                                                                                   | Lólengés         | 15,05     | =110.     | kiesett  | kiesett  |
| Ahmed Dakkeli                                                                                   | Egyéni összetett |           |           | 103,15   | 96.      |
| Ahmed Goneim                                                                                    | Talaj            | 16,70     | =108.     | kiesett  | kiesett  |
| Ahmed Goneim                                                                                    | Ugrás            | 17,85     | =63.      | kiesett  | kiesett  |
| Ahmed Goneim                                                                                    | Korlát           | 17,50     | =87.      | kiesett  | kiesett  |
| Ahmed Goneim                                                                                    | Nyújtó           | 17,55     | =87.      | kiesett  | kiesett  |
| Ahmed Goneim                                                                                    | Gyűrű            | 17,80     | =85.      | kiesett  | kiesett  |
| Ahmed Goneim                                                                                    | Lólengés         | 17,10     | =89.      | kiesett  | kiesett  |
| Ahmed Goneim                                                                                    | Egyéni összetett |           |           | 104,50   | 89.      |
| Selim El-Sayed                                                                                  | Talaj            | 16,70     | =108.     | kiesett  | kiesett  |
| Selim El-Sayed                                                                                  | Ugrás            | 17,55     | =89.      | kiesett  | kiesett  |
| Selim El-Sayed                                                                                  | Korlát           | 17,75     | 81.       | kiesett  | kiesett  |
| Selim El-Sayed                                                                                  | Nyújtó           | 16,25     | 107.      | kiesett  | kiesett  |
| Selim El-Sayed                                                                                  | Gyűrű            | 16,15     | 117.      | kiesett  | kiesett  |
| Selim El-Sayed                                                                                  | Lólengés         | 14,35     | 116.      | kiesett  | kiesett  |
| Selim El-Sayed                                                                                  | Egyéni összetett |           |           | 98,75    | 109.     |
| Abdel Vares Sharraf                                                                             | Talaj            | 16,50     | 113.      | kiesett  | kiesett  |
| Abdel Vares Sharraf                                                                             | Ugrás            | 17,40     | =95.      | kiesett  | kiesett  |
| Abdel Vares Sharraf                                                                             | Korlát           | 15,95     | 111.      | kiesett  | kiesett  |
| Abdel Vares Sharraf                                                                             | Nyújtó           | 16,30     | 106.      | kiesett  | kiesett  |
| Abdel Vares Sharraf                                                                             | Gyűrű            | 18,70     | =30.      | kiesett  | kiesett  |
| Abdel Vares Sharraf                                                                             | Lólengés         | 16,65     | 95.       | kiesett  | kiesett  |
| Abdel Vares Sharraf                                                                             | Egyéni összetett |           |           | 101,50   | 101.     |
| Ahmed Issam Allam Ismail Abdallah Ahmed Dakkeli Ahmed Goneim Selim El-Sayed Abdel Vares Sharraf | Csapat összetett |           |           | 518,65   | 15.      |

## Vívás
Férfi
| Versenyző                                                                                                 | Versenyszám | Csoportkör | Csoportkör | Csoportkör                | Csoportkör | Csoportkör        | Csoportkör  | Csoportkör        | Csoportkör | Csoportkör        | Csoportkör | Helyezés    |
| Versenyző                                                                                                 | Versenyszám | 1. kör | 1. kör     | 2. kör                    | 2. kör     | Negyeddöntő       | Negyeddöntő | Elődöntő          | Elődöntő   | Döntő             | Döntő      | Helyezés    |
| Versenyző                                                                                                 | Versenyszám | Ellenfél Eredmény | Hely.      | Ellenfél Eredmény         | Hely.      | Ellenfél Eredmény | Hely.       | Ellenfél Eredmény | Hely.      | Ellenfél Eredmény | Hely.      | Helyezés    |
| --- | ----------- | --- | ---------- | ------------------------- | ---------- | ----------------- | ----------- | ----------------- | ---------- | ----------------- | ---------- | ----------- |
| Ahmed El-Husseini                                                                                         | Tőr, egyéni | 1. csoport · Michel Steininger (SUI) · 5-3 · Orlando Azinhais (POR) · 5-0 · Funamizu Micujuki (JPN) · 3-5 · Mark Midler (URS) · 2-5 · Joseph Paletta Jr. (USA) · 3-5                                   | 5.         | kiesett                   | kiesett    | kiesett           | kiesett     | kiesett           | kiesett    | kiesett           | kiesett    | helyezetlen |
| Mohamed Gamil El-Kalyoubi                                                                                 | Tőr, egyéni | 11. csoport · Tabucsi Kazuhiko (JPN) · 5-4 · Jean-Claude Magnan (FRA) · 4-5 · Jurij Sziszikin (URS) · 3-5 · Raúl Cicero (MEX) · 2-5 · Manuel Borrego (POR) · nem vívtak · Ivan Lund (AUS) · nem vívtak | 6.         | kiesett                   | kiesett    | kiesett           | kiesett     | kiesett           | kiesett    | kiesett           | kiesett    | helyezetlen |
| Moustafa Soheim                                                                                           | Tőr, egyéni | 2. csoport · Freddy Quintero (VEN) · 5-4 · Michael Sichel (AUS) · 5-2 · Christian d’Oriola (FRA) · 3-5 · Tim Gerresheim (EUA) · 3-5 · Ralph Cooperman (GBR) · 2-5 · Pedro Marçal (POR) · 4-5           | 5.         | kiesett                   | kiesett    | kiesett           | kiesett     | kiesett           | kiesett    | kiesett           | kiesett    | helyezetlen |
| Ahmed El-Abidin Farid El-Ashmawi Ahmed El-Husseini Mohamed Gamil El-Kalyoubi Sameh Rahman Moustafa Soheim | Tőr, csapat | 2. csoport · Magyarország (HUN) · 2-9 | 2.         | Lengyelország (POL) · 2-9 |            | kiesett           |             | kiesett           |            | kiesett           |            | =9.         |

## Vízilabda
| Egyesült Arab köztársasági férfi vízilabdacsapat-játékoskeret                                        | Egyesült Arab köztársasági férfi vízilabdacsapat-játékoskeret                                        |
| --- | --- |
| - Mohamed Abdel Hafiz - Amin Abdel Rahman - Ibrahim Abdel Rahman - Abdel Aziz Khalifa - Mohamed Azmi | - Moustafa Bakri - Moukhtar Hussain El-Gamal - Gamal El-Nazer - Dorri El-Said - Abdel Aziz El-Shafei |

### Eredmények
Csoportkör
A csoport
| Csapat                          | M | Gy | D | V | G+ | G– | Gk  | P |
| ------------------------------- | - | -- | - | - | -- | -- | --- | - |
| Olaszország (ITA)               | 3 | 3  | 0 | 0 | 21 | 8  | +13 | 6 |
| Románia (ROU)                   | 3 | 2  | 0 | 1 | 12 | 5  | +7  | 4 |
| Egyesült Arab Köztársaság (RAU) | 3 | 0  | 1 | 2 | 7  | 17 | –10 | 1 |
| Japán (JPN)                     | 3 | 0  | 1 | 2 | 5  | 15 | –10 | 1 |

| 1960. augusztus 25. 20:30 | Japán (JPN) | 3 – 3 | Egyesült Arab Köztársaság (RAU) |  |
| 1960. augusztus 25. 20:30 | (2 – 1)     |       |                                 |  |
| 1960. augusztus 25. 20:30 |             |       |                                 |  |

| 1960. augusztus 26. 12:00 | Románia (ROU) | 5 – 0 | Egyesült Arab Köztársaság (RAU) |  |
| 1960. augusztus 26. 12:00 | (3 – 0)       |       |                                 |  |
| 1960. augusztus 26. 12:00 |               |       |                                 |  |

| 1960. augusztus 27. 21:50 | Olaszország (ITA) | 9 – 4 | Egyesült Arab Köztársaság (RAU) |  |
| 1960. augusztus 27. 21:50 | (6 – 2)           |       |                                 |  |
| 1960. augusztus 27. 21:50 |                   |       |                                 |  |

| Csapat                          | Helyezés |
| ------------------------------- | -------- |
| Egyesült Arab Köztársaság (RAU) | 13.      |